# (570814) Nauru
(570814) Nauru ist ein Asteroid des inneren Hauptgürtels, der vom französischen Informatiker und Amateurastronomen Jean-Claude Merlin am 18. November 2006 am vollautomatischen Ritchey-Chrétien-81-cm-Teleskop des Tenagra II Observatory in Nogales, Arizona (IAU-Code 926) entdeckt wurde. Das Teleskop konnte Merlin bei der Entdeckung von Frankreich aus ansteuern.
Der Asteroid wurde am 17. Januar 2022 nach dem Inselstaat Nauru benannt.